# Narcisse (film, 2015)
Pour les articles homonymes, voir Narcisse.
Pour plus de détails, voir Fiche technique et Distribution.
Narcisse (arabe : عزيز روحو, soit Aziz Rouhou) est un film tunisien réalisé par Sonia Chamkhi, sorti en 2015.

## Synopsis
Hind, jeune comédienne de 30 ans, incarne le premier rôle dans une pièce théâtrale mise en scène par son mari Taoufik. La pièce s'inspire du vécu tragique de Hind et de son frère cadet, Mehdi, un célèbre chanteur bisexuel. Tous les deux ont été opprimés par leur frère aîné, jeune homme délinquant qui a versé dans l'intégrisme religieux.
Alors que Mehdi est tiraillé entre son amour clandestin et la perspective de se marier, Hind décide d'affronter son présent et de révéler les secrets enfouis du passé. Elle se rend compte que pour pouvoir vivre, elle se doit de rompre le cercle vicieux qui la maintenait prisonnière du ressentiment, de la frustration des autres et de leur violence.
Le film parle de sujets tabous tels que l'homosexualité mais également des problèmes comme la violence familiale.

## Fiche technique
- Titre : Narcisse
- Titre original : عزيز روحو (Aziz Rouhou)
- Réalisation : Sonia Chamkhi
- Musique : Oussama Mhidi
- Photographie : Mohamed Maghraoui
- Montage : Karim Hammouda
- Son : Moez Cheikh
- Langue : arabe
- Genre : drame
- Durée : 90 minutes
- Dates de sortie : 23 novembre 2015

## Distribution
- Sondos Belhassen
- Aïcha Ben Ahmed
- Fatma Ben Saïdane
- Abdelmonem Chouayet
- Wassila Dari
- Basma El Euchi
- Mohamed Grayaâ
- Fares Landoulsi
- Slah Msadek
- Jamel Madani
- Najoua Miled
- Zied Touati
- Najoua Zouhair
- Ghanem Zrelli